# Portail de références pour l'enfant à besoins spécifiques
Le Portail de références pour l'enfant à besoins spécifiques (abrégé en PREBS) centralise gratuitement des ressources et des services pour trouver une aide concernant ces enfants et adolescents. C'est à la fois un portail internet, une permanence téléphonique et un centre de documentation. Il peut référencer tout type de support d'information (par exemple : ouvrages, fiches pratiques, vidéos, enregistrements d'émissions radio...). Il concerne les enfants et adolescents à besoins spécifiques (par exemple : un trouble spécifique d'apprentissage, une déficience intellectuelle, une déficience sensorielle, de l'autisme, des enfants socialement défavorisés, des élèves à haut quotient intellectuel...). Il s'adresse aux enfants, adolescents et adultes concernés eux-mêmes, aux parents, enseignants et professionnels de santé, aux étudiants.
Le centre de documentation est localisé au CEFES-In, campus du Solbosch de l'Université libre de Bruxelles, en Belgique. Ces services sont gérés par une fondation d'utilité publique administrée, en avril 2019, par 24 associations.

## Histoire
Le PREBS a été créé par un groupe d'associations actives dans l'éducation, la santé et l’aide aux personnes à besoins spécifiques. L'un de ses objectifs est d'encourager des réformes allant dans le sens d'une société inclusive. Il s'agit à l'origine d'une association de fait entre 11 associations, qui lancent un portail de ressources documentaires le 29 août 2016,,. Elle s'institue en fondation privée le 24 mars 2017, autour des porteurs de projet Thierry Marchand (représentant de l'asbl Mensa Belgique et de sa branche jeunesse Mensa Youth Belgique), ainsi que des asbl APEPA et CEFES-In ULB. L'association se convertit en fondation d'utilité publique le 28 août 2017,. Elle est rejointe par d'autres associations, pour former début 2019 un réseau fort de 24 associations. 
Un centre de documentation ouvre dans un second temps à l'Université libre de Bruxelles, en partenariat avec la bibliothèque du Centre d’études et de formation pour l’éducation spécialisée et inclusive (CEFES-In). 

## Membres
L'association PREBS est présidée par Isabelle Resplendino, Thierry Marchand en étant l'administrateur délégué. Jean-Jacques Detraux, du CEFES-In, est président du Comité de Publication.
Parmi les associations constitutives figurent la Ligue des Familles, la Ligue des Droits de l'Enfant, l'Association de parents pour l’épanouissement de la personne autiste (APEPA), le Centre d'études et de formation pour l’éducation spécialisée et inclusive (CEFES-In), Mensa Belgique, l'Association de parents d'enfants déficients auditifs francophones (APEDAF), Grandir Ensemble, Ensemble pour une Vie Autonome (EVA ASBL), l’Association des parents et des professionnels autour de la personne polyhandicapée (AP3), l’ASBL Inclusion, le Mouvement personne d’abord, Imagimonde ASBL, l'Association socialiste de la personne handicapée (FFO), et l’ASBL Children of Ahalya (CO AHALYA).

## Enjeux
Une étude publiée en 2022 faite en Belgique par des assurances sociales belges (Mutualités libres) pour compléter les statistiques et faire un point concernant les enjeux pour les familles et leurs « enfants à besoins de santé spécifiques » montre ou confirme les liens entre le fait d'avoir un enfant à besoins spécifiques et l'incapacité de travail, l'invalidité et le chômage des parents (25% de risque d'arrêts de travail supplémentaire pour les parents d'enfants à besoins spécifiques sont constatés).

## Domaines couverts et services
Le champ de connaissances couvert par le PREBS est très large, incluant différents besoins spécifiques, différentes situations de  handicap, divers domaines de l'éducation spécialisée, les approches en éducation inclusive et le soutien à la parentalité. En plus de l'accès aux ressources documentaires, le PREBS propose services, activités et outils visant l'épanouissement des enfants à besoins spécifiques, quels que soient leurs profils, allant des situations de primo-arrivants ou de personnes socialement défavorisées aux haut quotient intellectuel, situations de handicap, problèmes de santé, et troubles des apprentissages.
Une permanence téléphonique est assurée. Le portail documentaire comporte un moteur de recherche. Le réseau PREBS propose aussi des formations et accompagnements assurées par les associations membres.

## Fonctionnement
Le processus de publication de ces ressources fait appel à une collaboration entre des personnes à besoins spécifiques et leurs parents, des enseignants, des professionnels de santé, et des scientifiques. Des enseignants belges qui accueillent des enfants à besoins spécifiques dans leurs classes, ou qui veulent sensibiliser leurs classes à la démarche inclusive, ont fait appel au PREBS, notamment dans le cadre d'un concours de dessin sur le thème de l'inclusion début 2018.